# Mathieu Orcel
Mathieu Orcel (Versalles, 29 de novembre de 1977) és director, productor i guionista de cinema francès
Després d'obtenir el batxillerat, va estudiar filosofia a la Universitat de París I Panteó-Sorbona. A partir del documental antropològic, Mathieu Orcel es va instal·lar a l'Argentina l'any 2001, er rodar la seva primera incursió cinematogràfica: Para los pobres piedras (I.N.C.A.A./Sombracine). L'any 2009 hi va fundar la seva productora KÔN SUD, i va produir pel·lícules documentals, sèries i reportatges importants a diversos països d'Amèrica del Sud per a emissores franceses, nord-americanes i sud-americanes com Arte, Canal+, Al Jazeera English, AJ+, M6, W9, NRJ12, Agence Capa, Planète+, Tony Comiti Productions, Banijay Productions, Canal Encuentro, TDA, TV Pública.
Després d'haver viscut durant 17 anys a l'Argentina (2001 - 2018), s'hi ha establert una reputació, sobretot com a escriptor-director i productor executiu, les seves produccions inclouen tres llargmetratges documentals, així com com a produccions televisives com Les routes de l'impossible (France 5) a Argentina, a Nicaragua i al Paraguai, La Disparition de Marita Veron (coproducció Planète + i Canal Encuentro Arxivat 2022-03-02 a Wayback Machine.), i una sèrie de pel·lícules per AJ+, Arte, M6, Canal +, BBC.
El 2018, va decidir dividir la seva vida entre Argentina i la seva regió natal, Borgonya.

## Filmografia
- 2001: Bolivia, Donde Estas ?
- 2004: Huinca Huerquen, le messager blanc
- 2007: Un pequeño mundo azul
- 2007: Sil Sil[7]
- 2010: Moteur/Police/Action (TV Keufs)
- 2010: Les Mapurbes
- 2011: Salida de Emergencia[8][9]
- 2011: Hors jeu
- 2011: La Parenthèse Universelle
- 2011: Para los pobres piedras[4][10]
- 2012: De la pampa a la bombonera
- 2014: El Último Pasajero - La Verdadera Historia[11][12]
- 2014: Le dossier Goering
- 2015: Cannabis country
- 2015: El Caso Marita Verón
- 2016: Salta : La Loi du silence[13]
- 2016: Les Routes de l'impossible: Argentine[14]
- 2017: Messi
- 2017: O Guga
- 2017: Le doc du dimanche
- 2017: Les Routes de l'impossible: Paraguai[15]
- 2017: Les Routes de l'impossible: Nicaragua[16]
- 2018: El Ùltimo Viaje[17][18][19]